# Giuseppe Martinelli
Giuseppe Martinelli (* 11. März 1955 in Lodetto (Rovato), Italien) ist ein Sportlicher Leiter von Radsportteams, ehemaliger Radrennfahrer und Kommunalpolitiker. 1976 gewann er die Silbermedaille beim Einzelstraßenrennen der Olympischen Sommerspiele 1976. Er war Profi von 1977 bis 1985.

## Radrennfahrer
Als Amateur gewann Martinelli unter anderem den Freccia dei Vini, die Trofeo Gianfranco Bianchin und die Coppa Cicogna. 1975 startete er bei der Internationalen Friedensfahrt und belegte den 29. Platz im Gesamtklassement. Bei den Olympischen Sommerspielen 1976 in Montréal wurde er zunächst Dritter im olympischen Straßenrennen hinter dem Solosieger Bernt Johansson und zeitgleich hinter Klaus-Peter Thaler; nachdem Thaler jedoch wegen eines nach Meinung der Jury irregulären Sprints distanziert wurde, wurde Martinello die Silbermedaille zuerkannt. Im Grand Prix Guillaume Tell 1976 gewann er drei Etappen.
Nach diesen Erfolgen bei den Amateuren wurde Martinelli 1977 Profi. Gleich zu Beginn seiner Profi-Laufbahn gewann er eine Etappe der Sizilien-Rundfahrt. Als Profiradrennfahrer gewann er unter anderem drei Etappen beim Giro d’Italia, eine bei der Vuelta a España und 1981 das Eintagesrennen Mailand–Turin. Nach Ablauf der Saison 1985 beendete er seine Profikarriere. Insgesamt zehn Siege konnte er für seine Palmares verbuchen.

## Sportlicher Leiter
Nach seiner Zeit als aktiver Radrennfahrer wurde er Sportlicher Leiter bei Radsportteams, zunächst 1986 bei Ecoflam. Nach zwei Jahren wechselte er zu Carrera Jeans, wo er mit Davide Boifava zusammenarbeitete und Fahrer wie Claudio Chiappucci, Guido Bontempi und den jungen Marco Pantani führte.
1997 bis 2001 leitete er das Team Mercatone Uno. In diese Zeit fielen die Siege der Mercatone Uno-Fahrer Pantani beim Giro d’Italia 1998 und der Tour de France 1998 sowie Stefano Garzelli beim Giro d’Italia 2000.
Im Jahr 2002 wurde er Sportlicher Leiter beim Saeco-Team, welches mit Gilberto Simoni den Giro d’Italia 2003 und mit Damiano Cunego den Giro d’Italia 2004 gewann. Nach der Integration von Saeco in das Lampre-Team war er bis zum Ablauf der Saison 2007 bei dieser Mannschaft tätig.
Nachdem Martinelli 2009 beim Professional Continental Team Amica Chips-Knauf tätig gewesen war, leitete er ab dem Jahr 2010 das Astana, zu dem 2013 Vincenzo Nibali stieß, der den Giro d’Italia 2013 gewann. Mit Ablauf der Saison 2015 wurde er in dieser Funktion von Dimitri Fofonow abgelöst.
Martinelli trat kurz vor dem Start der 108. Tour de France im Jahr 2021 die Nachfolge von Alexander Winokurow als Teamchef von Astana-Premier Tech an.

## Kommunalpolitiker
Vom Frühjahr 2002 bis August 2010 war Martinelli in seiner Heimatstadt Rovato Verantwortlicher für die Sportverwaltung. In dieser Zeit wurden in Zusammenarbeit mit dem Sportverein G.S. Lodetto zahlreiche bedeutende Sportveranstaltungen in Rovato organisiert, darunter die Etappe Rovato-Monte Bondone des Giro d’Italia 2006.

## Familie
Giuseppe Martinelli ist Vater von Davide Martinelli, der ebenfalls Radrennfahrer ist.

## Erfolge
1974
- Freccia dei Vini

1975
- Trofeo Gianfranco Bianchin
- Coppa d’Inverno

1976
- Coppa Cicogna
- drei Etappen Grand Prix Tell
- Olympisches Straßenrennen

1977
- eine Etappe Giro di Sicilia

1978
- eine Etappe Giro d’Italia

1979
- eine Etappe Giro d’Italia

1980
- eine Etappe Giro d’Italia
- eine Etappe Vuelta a España

1981
- Mailand–Turin

## Grand Tour-Platzierungen
| Grand Tour            | 1977 | 1978 | 1979 | 1980 | 1981 | 1982 | 1983 | 1984 |
| --------------------- | ---- | ---- | ---- | ---- | ---- | ---- | ---- | ---- |
| Vuelta a EspañaVuelta | –    | –    | –    | DNF  | –    | –    | DNF  | 67   |
| Giro d’ItaliaGiro     | 107  | 31   | 87   | 77   | 86   | DNF  | –    | 107  |
| Tour de FranceTour    | –    | –    | –    | –    | –    | –    | –    | –    |